# Amphilius caudosignatus
Amphilius caudosignatus es una especie de pez de la familia Amphiliidae en el orden de los Siluriformes.

## Hábitat
Es un pez de agua dulce.